# Gynoplistia flavizona
Gynoplistia flavizona là một loài ruồi trong họ Limoniidae. Chúng phân bố ở miền Australasia.